# أندي كولبرج
أندي كولبرج (بالإنجليزية: Andy Kohlberg) مواليد 17 أغسطس 1959 في نيويورك، هو لاعب كرة مضرب أمريكي سابق بدأ مسيرته كمحترف سنة 1979 وكان يلعب باليد اليسرى، اعتزل اللعب في 1988. أعلى تصنيف له في الفردي كان المركز الـ 142 في سنة 1986. أعلى تصنيف له في الزوجي كان المركز الـ 26 في سنة 1988.

## روابط خارجية
- أندي كولبرج على موقع رابطة محترفي التنس (الإنجليزية)
- أندي كولبرج على موقع الاتحاد الدولي لكرة المضرب (الإنجليزية)
- أندي كولبرج على موقع خلاصة التنس.كوم (الإنجليزية)